# Patinação artística na Universíada de Inverno de 1997 - Individual feminino
A competição individual feminino da patinação artística na Universíada de Inverno de 1997 foi realizada em Jeonju, Coreia do Sul.

## Medalhistas
| Ouro   | JPN Kumiko Koiwai |
| Prata  | JPN Rena Inoue    |
| Bronze | CHN Niping Tian   |

## Resultados

### Geral
| Pos.              | Nome                | Nacionalidade  | Pontos | PC | PL |
| ----------------- | ------------------- | -------------- | ------ | -- | -- |
| Medalha de ouro   | Kumiko Koiwai       | Japão          | 2.0    | 2  | 1  |
| Medalha de prata  | Rena Inoue          | Japão          | 2.5    | 1  | 2  |
| Medalha de bronze | Tian Niping         | China          | 5.0    | 4  | 3  |
| 4                 | Hiromi Sano         | Japão          | 7.0    | 6  | 4  |
| 5                 | Sheila Gangopadhyay | Canadá         | 7.5    | 5  | 5  |
| 6                 | Alice Sue Claeys    | Estados Unidos | 7.5    | 3  | 6  |
| 7                 | Lu Meijia           | China          | 11.5   | 9  | 7  |
| 8                 | Ana Ivancic         | Croácia        | 12.0   | 8  | 8  |
| 9                 | Malika Tahir        | França         | 13.5   | 7  | 10 |
| 10                | Jenni Numminen      | Finlândia      | 14.5   | 11 | 9  |
| 11                | Park Boon-sun       | Coreia do Sul  | 16.0   | 10 | 11 |
| WD                | Milena Panic        | Iugoslávia     | —      | 12 | WD |

Legenda
| Recorde mundial      | Recorde mundial (World record)               |                       | Recorde africano                      | Recorde africano (African) |                                           | Q | Classificado por posição (Qualified) |
| Recorde olímpico     | Recorde olímpico (Olympic record)            | Recorde da América    | Recorde da América (Americas)         | q                          | Classificado por melhor tempo (Qualified) |   |                                      |
| Melhor marca do ano  | Melhor marca do ano (World leading)          | Recorde asiático      | Recorde asiático (Asian)              | DNS                        | Não largou (Did not start)                |   |                                      |
| Recorde nacional     | Recorde nacional (National record)           | Recorde europeu       | Recorde europeu (European)            | DNF                        | Não terminou (Did not finish)             |   |                                      |
| Recorde pessoal      | Recorde pessoal do atleta (Personal best)    | Recorde da Oceania    | Recorde da Oceania (Oceania)          | DSQ / DQ                   | Desclassificado (Disqualified)            |   |                                      |
| Recorde da temporada | Recorde da temporada do atleta (Season best) | Recorde sul-americano | Recorde sul-americano (South America) | NM                         | Sem marca (No mark)                       |   |                                      |